# Zwartkeelbaardkolibrie
De zwartkeelbaardkolibrie (Threnetes leucurus) is een vogel uit de familie Trochilidae (kolibries).

## Verspreiding en leefgebied
Deze soort komt voor in het Amazonebekken en telt vier ondersoorten:
- T. l. cervinicauda: oostelijk Colombia, oostelijk Ecuador, oostelijk Peru en westelijk Brazilië.
- T. l. rufigastra: van centraal Peru tot noordwestelijk Bolivia.
- T. l. leucurus: van Venezuela tot Suriname, Brazilië en noordelijk Bolivia.
- T. l. medianus: noordoostelijk Brazilië (ten zuiden van de Amazonerivier).